# Górna Beczwa
Górna Beczwa (cz. Vsetínská Bečva lub Horní Bečva) – rzeka na Morawach w Republice Czeskiej o długości 59,38 km (lub 58,8 km) i powierzchni dorzecza 727,51 km² (lub 734,39 km²). Z połączenia Górnej i Dolnej Beczwy w miejscowości Valašské Meziříčí powstaje rzeka Beczwa.

## Źródła
Źródła rzeki położone są na terenie Velkých Karlovic, w sąsiedztwie głównego wododziałowego grzbietu Karpat.
Niektóre dawniejsze publikacje sytuowały źródła Górnej Beczwy na wysokości ok. 870 m n.p.m. na północnych zboczach szczytu Lemešná (950 m n.p.m.), położonego na południe od Przełęczy Makowskiej, a więc już formalnie w Jawornikach. Obecnie uznaje się, że znajdują się one na północ od tej przełęczy, w Górach Wsetyńskich.
Mapa dostępna na portalu Czeskiego Instytutu Hydrometeorologicznego wskazuje, że źródła rzeki znajdują się po południowo-zachodniej stronie grzbietu łączącego szczyty Čarták i Trojačka, na wysokości ok. 900 m n.p.m. Natomiast w terenie jako początek rzeki oznaczone jest źródło położone na południowo-zachodnim stoku kopuły szczytowej Trojački, na wysokości 915 m n.p.m. Źródło to jest obudowane kamienną studzienką nakrytą drewnianym, dwuspadowym daszkiem i oznaczone („Pramen Vsetínské Bečvy”) przez czeskie Lasy Państwowe, zaś woda ujęta w rurę wypływa nieco niżej. Źródło „sankcjonują” również metalowa tablica zainstalowana przez gminę Velké Karlovice oraz tabliczka informacyjna z podaną wysokością (915 m) Klubu Czeskich Turystów. W pobliżu źródła przebiega żółto znakowany szlak turystyczny, a przy źródle ustawiono stół z ławami i tablicę informacyjną.

## Bieg
Źródłowy tok Górnej Beczwy spływa w kierunku południowym, po czym rzeka przyjmuje bieg w kierunku południowo-zachodnim. Płynie dość wąską doliną, oddzielającą Góry Wsetyńskie na północy od Jaworników na południu. Dolina rozszerza się nieco od miejscowości Huslenky, gdzie rzeka kieruje się na zachód. Poniżej miejscowości Janová rzeka wykręca ku północy i przepływa przez Vsetín. Odtąd aż do miasta Międzyrzecze Wołoskie jej dolina rozdziela Góry Wsetyńskie (na wschodzie) od Gór Hostyńskich (na zachodzie). W Międzyrzeczu Wołoskim, na wysokości ok. 280 m n.p.m., łączy się z Dolną (Rożnowską) Beczwą tworząc Beczwę.

## Ważniejsze dopływy
- lewe: Malá Hanzlůvka, Podťatý potok, Pluskovec, Stanovnice, Vranča, Břežitá, Provazný potok, Kychová, Zděchovka, Hořanský potok, Senice, Rokytenka, Semetínský potok, Ratibořka
- prawe: Babská, Velká Hanzlůvka, Miloňovský potok, Jezerní potok, Bzový potok, Raťkov, Kobylská, Brodská, Lušová, Dinotice, Jasenice, Jasenka, Bystřička